# Señor del mundo
Señor del Mundo (Lord of the World en el original) es una novela de ciencia ficción distópica, escrita en 1907 por monseñor Robert Hugh Benson. Se centra en el reinado del Anticristo y el fin del mundo. Ha sido recomendada públicamente por personalidades como: Dale Ahlquist, Joseph Pearce, Juan Manuel de Prada, Benedicto XVI o el Papa Francisco.

## Contexto

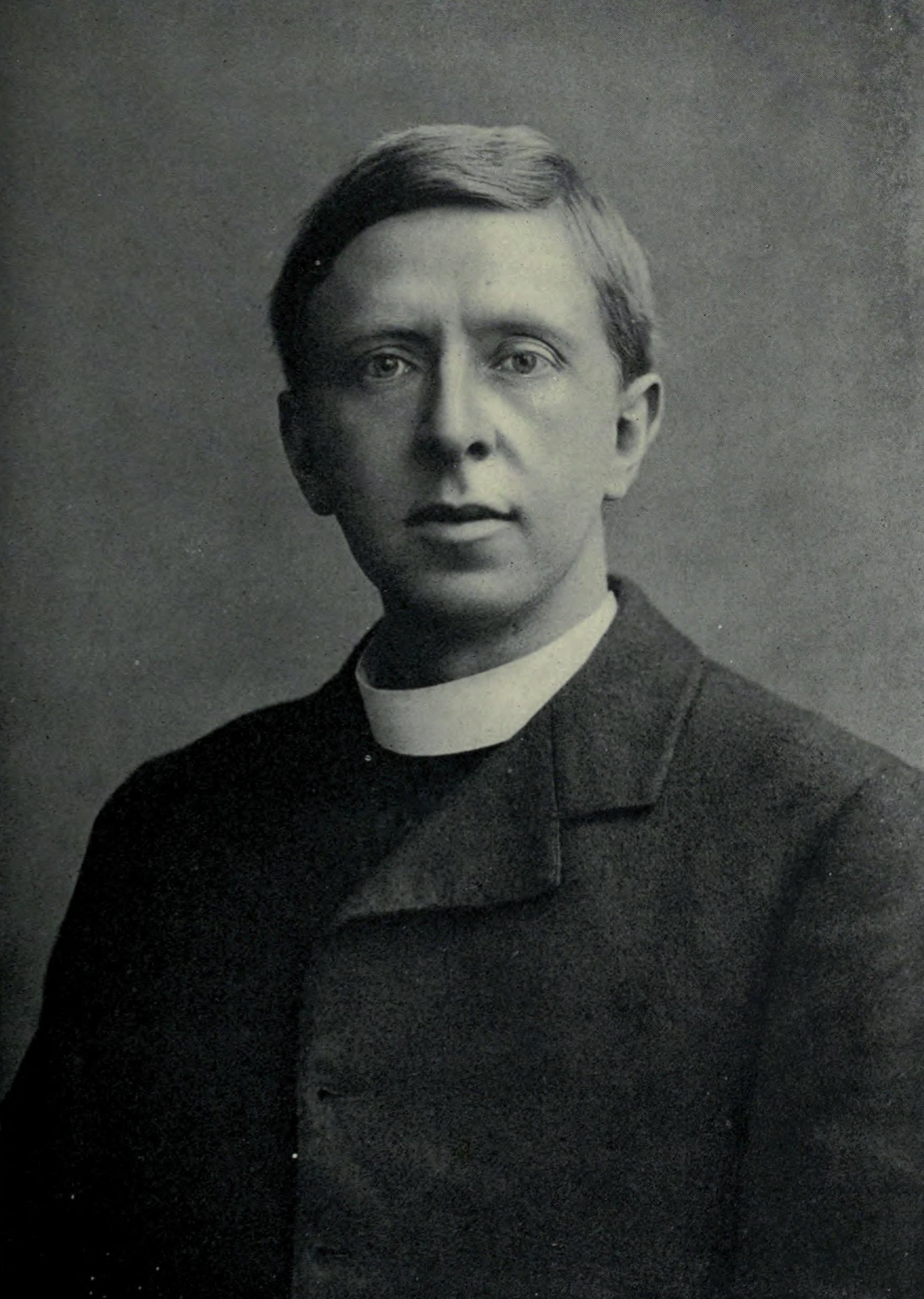
Monseñor Robert Hugh Benson, en la época de la publicación de su novela.

Monseñor Robert Hugh Benson, antiguo vicario anglocatólico, empezó a escribir la novela dos años tras su conversión al catolicismo, que sorprendió a la opinión pública inglesa en 1903.
Hijo menor de Edward Benson, arzobispo de Canterbury, y Mary Sidgwick Benson, Robert descendía de una larga dinastía de clérigos de la Iglesia Anglicana. También rezó las letanías en el funeral por su padre en 1896, en la Catedral de Canterbury. Se esperaba que siguiese la estela de su padre, y llegase a ocupar la cabeza de la Iglesia de Inglaterra. Tras una crisis de fe, que describiría en 1913 en sus memorias "Confesiones de un converso" (Confessions of a Convert en el original), Benson entraría en la Iglesia Católica el 11 de septiembre de 1903.
Según Joseph Pearce: "la prensa explotó profundamente el caso de la conversión al catolicismo del hijo de un antiguo arzobispo de Canterbury, y la noticia sorprendió a la comunidad anglicana de una manera parecida a la de los días del Movimiento de Oxford y la conversión de Newman."
El antiguo vicario, una vez se publicó su conversión, se vio acosado por vía postal con cartas de clérigos anglicanos, hombres, mujeres, e incluso niños. Benson sería acusado de traicionar deliberadamente a la Iglesia Anglicana, y fue gravemente insultado. A pesar de que respondió a cada carta, Benson se sentía dolido. Más tarde escribiría que encontró consolación en las palabras que un obispo anglicano dirigió a su madre: "Recuerda que ha seguido su conciencia después de todo, ¿qué más podría esperar su padre aparte de eso?"
Tras su ordenación sacerdotal en Roma en 1904, Benson fue destinado como capellán de la Universidad de Cambridge. Fue durante su estancia allí que su novela "Señor del Mundo" fue concebida y escrita.  

### Concepción
Según su biógrafo, el Padre Cyril Martindale, la idea de una novela sobre el Anticristo fue primeramente sugerida al autor por su amigo y mentor literario, Frederick Rolfe, en diciembre de 1905. Sería también Rolfe quien daría a conocer a Benson los escritos del socialista utópico francés Henri de Saint-Simon.
Según el Padre Martindale, al momento que Benson leía los escritos de De Rouvroy, "la visión de una civilización descristianizada, brotada de la caída del Antiguo Régimen, se alzaba ante él, y recordaba la sugerencia de Rolfe de escribir un libro sobre el Anticristo".

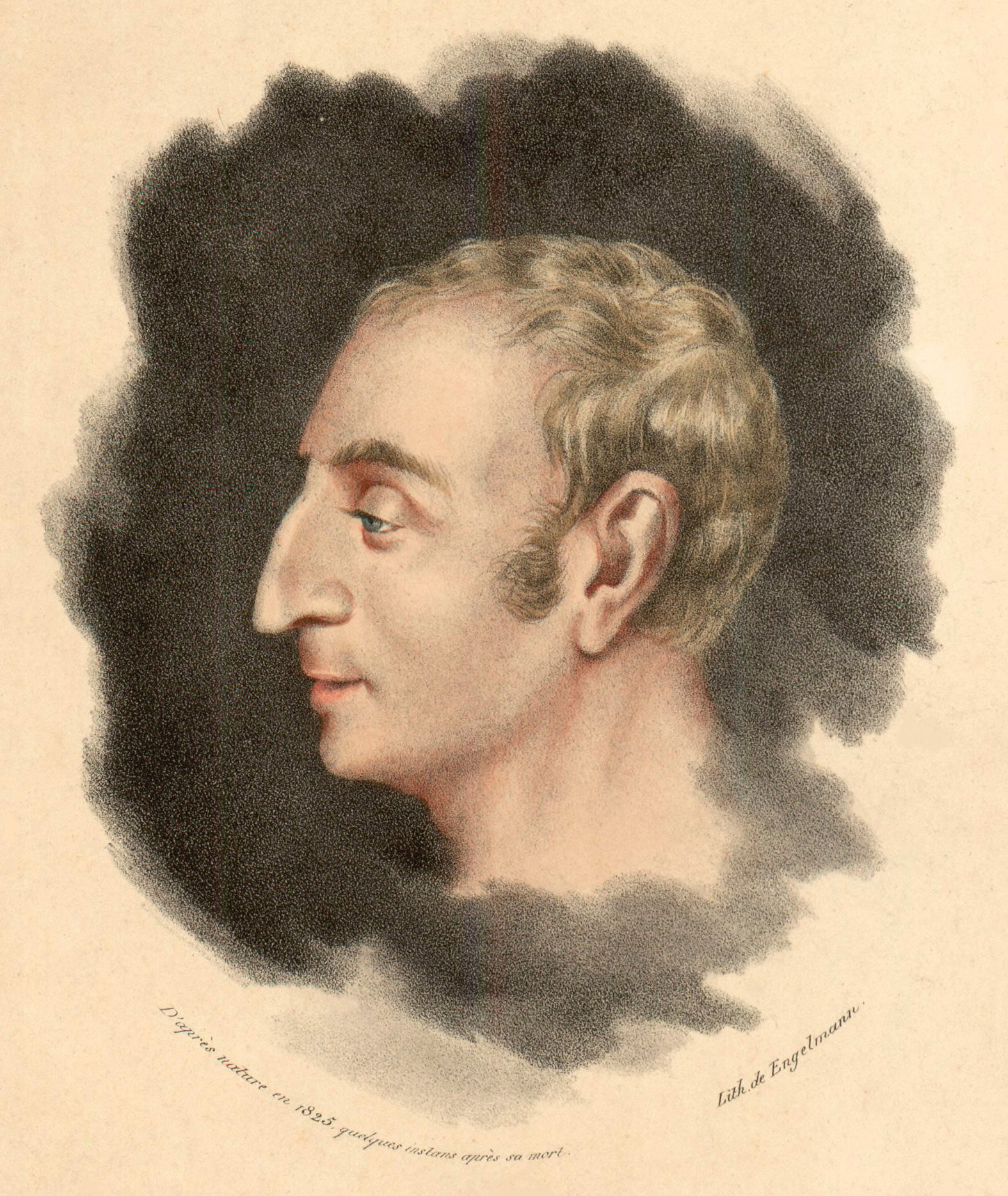
El socialista utópico, Henri de Saint-Simon, c.1820.

Escribiendo durante el pontificado de San Pío X, y antes de la Primera Guerra Mundial, Benson predijo con precisión las autopistas, las armas de destrucción masiva, el uso de aviones para bombardear objetivos militares y civiles, y el transporte de pasajeros en avanzados zepelines, llamados "volors". 
En 1916, el Padre Martindale compararía las idea de Benson sobre la tecnología del futuro con las del novelista francés Julio Verne.
De todas formas, Benson también predijo la supervivencia del colonialismo europeo en África, la continua expansión del Imperio japonés, y que el ferrocarril seguiría siendo el medio de transporte predominante. Como otros muchos católicos de su época, Benson creía en la existencia de una conspiración masónica, y su pensamiento se alineaba con el de G. K. Chesterton y Hilaire Belloc.

## Sinopsis
A comienzos del siglo XXI, dos sacerdotes londinenses: el canoso Padre Percy Franklin y el joven Padre John Francis, visitan los alojamientos subterráneos del Sr. Templeton. Católico y antiguo diputado conservador que observó la marginalización de la religión y la destrucción de su partido, Templeton describe a los dos sacerdotes en los últimos 100 años de la historia del Reino Unido y el mundo. Todo comenzará con la ascensión al poder del Partido Laborista británico, hecho que marcará el comienzo de una etapa marcada por un humanitarismo mundial de tipo totalitario que reducirá el cristianismo a una inocua moral privada.

## Influencias

### Literatura
Varias secuencias del libro están inspiradas en la novela antimodernista Hadrian VII, por Frederick Rolfe, amigo del autor.
Según el biógrafo de Benson, el Padre Cyril Martindale, la visión del futuro de Benson era una respuesta a las novelas de ciencia ficción de H. G. Wells. Como tantos otros cristianos de la época, Benson condenaba las ideas de Wells, quien afirmaba que el ateísmo, el marxismo, el internacionalismo y la eugenesia llevarían a la humanidad a una utopía. Por su retrato de un futuro Welseniano como si de un estado policial se tratase, Señor del mundo ha sido calificada como una de las primeras novelas modernas distópicas de ciencia ficción.

### Historia
Otra fuente de inspiración para Benson sería su interés por la Historia. El miedo de uno de los protagonistas, el Padre Percy Franklin, de ser detenido por ejercer su ministerio sacerdotal en Londres, fue inspirado por la reforma inglesa y la persecución anticatólica. También hay reminiscencias de la caza de sacerdotes durante la época isabelina, como llevó a cabo Sir Richard Topcliffe. La sospecha del Padre Franklin de que el Padre Francis ha sido captado como informante por la policía, o su sospecha de caer en una trampa al ser llamado por una señora que precisa un sacerdote.
Las masas de antiguos sacerdotes y obispos que abandonan el catolicismo estuvieron inspiradas en los clérigos que juraron la Constitución Civil del Clero, negando la autoridad papal durante la Revolución Francesa. Todos fueron excomulgados por Roma y se convirtieron en empleados del gobierno francés.
"Recusants", el término usado en el original para describir a los católicos que no acuden al culto obligatorio humanista traza sus orígenes en los católicos y puritanos que no acudían al templo anglicano, a pesar de las fuertes presiones durante el reinado de Isabel I de Inglaterra.
Una escena en la que el presidente Julian Felsenburgh guía una congregación durante el rezo a la "Diosa Madre" en la Catedral de San Pablo es similar al culto que se rindió a la Diosa de la Razón en la catedral de Notre-Dame durante el Terror.

### Hechos de la época
El gobierno distópico marxista de Gran Bretaña está inspirado en las elecciones generales británicas de 1906. Con antelación a las elecciones, pequeños partidos marxistas se coaligarían para formar el Partido Laborista, que conseguiría 29 asientos en la Casa de los Comunes.
El sermón de Julian Felsenburgh en la Catedral de San Pablo y las exaltadas reacciones de su audiencia fueron inspiradas en la figura del Reverendo Evan Roberts y el Avivamiento galés a comienzos del siglo XX. Roberts era capaz de desatar fuertes emociones entre sus oyentes, y es considerado fundador del pentecostalismo. También fue objeto de un culto al líder que escandalizaba a las iglesias tradicionales. En el culmen de su predicación, Roberts denunciaba las sociedades literarias, culturales, deportivas, y la consumición de bebidas alcohólicas. Esto causó un cambio drástico pero temporal en la cultura galesa: numerosos clubes de rugby y sociedades literarias serían disueltas voluntariamente. En las zonas mineras de Gales, los "pubs" locales cerraron por falta de negocio. Eventualmente, Roberts daría con la conclusión de que su ministerio no estaba siendo consagrado a Dios, abandonando voluntariamente la escena pública, y pasando el resto de su vida en el ostracismo.

## Publicación e impresiones
Señor del Mundo causó fuertes reacciones entre los lectores, tanto católicos, cristianos de otras denominaciones e incluso no cristianos. Benson pasaría buena parte de su tiempo respondiendo a cartas tanto de lectores como críticos literarios. La lectura de esta correspondencia le inspiraría para su novela The Dawn of All.
En una carta fechada el 16 de diciembre de 1907, el físico británico sir Oliver Lodge le escribió: "Que no pueda haber otra religión además de un grotesco retorno al paganismo, en parte admitiendo la supremacía de la Roma medieval, es una opinión inesperada de encontrar en un libro moderno... Me pregunto qué pensarán los líderes de la Iglesia [católica] al respecto. A Pío X puede que le guste, pero es difícil suponer que encontrará aprobación general. Si lo hace, será muy instructivo".
En otra carta que recibió Benson, del Padre Joseph Rickaby SJ, se leía: "He pensado durante mucho tiempo que el Anticristo no sería un monstruo, si no una persona carismática, decorosa y atractiva, exactamente como su Felsenburgh. Esto es lo que el enemigo ha querido, algo para contrarrestar la dulzura de la Navidad, del Viernes Santo, y del Corpus Christi, que es la fuerza del cristianismo. Lo recóndito del modernismo, la banalidad del absolutismo, la farsa del humanitarismo, la desolación (así pensaron Huxley y Oliver Lodge) de las ciencias puras físicas, eso es de lo que está hecho vuestro Anticristo. Es, como lo habéis hecho, la perfección de lo natural, alejado y en antítesis de Dios y Su Cristo. Como dice Newman, un hombre podrá encontrarse cercano a la muerte y aun así no morir, pero aun las alarmas de sus amigos están justificadas y son razonables, al igual que la venida del Anticristo."
Poco después de la publicación de la novela, el historiador británico Christopher Dawson, quien se convertiría al catolicismo, visitó el Imperio Alemán. Mientras se hallaba allí, Dawson presenció la creciente de-cristianización de la cultura alemana y el rápido crecimiento del SDP marxista. Ante estos hechos, Dawson llamaría a la Alemania del kaiser, "un lugar destruye-almas"; y se quejaba de que los intelectuales alemanes "examinan el cristianismo como alguna clase de escarabajo". Dawson más tarde se lamentaría de que su estancia en tan "espantoso" país le recordó el estado de la sociedad en Señor del Mundo.
Por otro lado, a pesar del desdén de Benson por "el cristianismo griego", sería la monja dominica Catherine Abrikosova, católica de rito bizantino, quien traduciría su obra del inglés al ruso poco antes de la Revolución rusa de 1917. Abrikosova había sido marxista, y sería martirizada en los campos de concentración estalinistas.

## Legado

### Intelectuales católicos

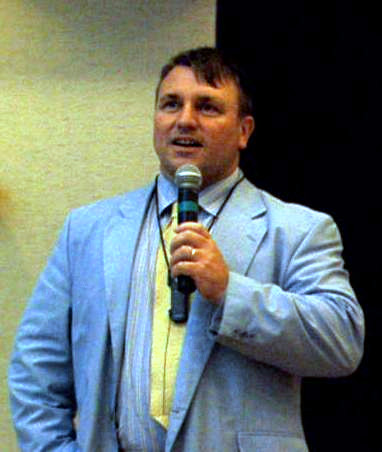
Joseph Pearce, 2007.

A pesar de no ser un texto distópico tan conocido como las obras de Yevgueni Zamiatin, George Orwell o Aldous Huxley, Señor del Mundo continúa teniendo muchos admiradores, sobre todo entre católicos conservadores y tradicionalistas.

En un ensayo en 2005, Joseph Pearce escribió que, mientras que las novelas de Orwell y Huxley eran "gran literatura", eran "claramente obras inferiores respecto a profecía". Pearce explicó que mientras las dictaduras que inspiraron a Huxley y a Orwell ya pasaron, las profecías de Benson se estaban convirtiendo en realidad "ante nuestros propios ojos".
El presentador de la cadena católica EWTN, y presidente de la "Sociedad Americana Chesterton", Dale Ahlquist, también ha alabado la novela de Benson, afirmando que merece mayor repercusión.
El autor Michael D. O'Brien la citó como una de sus influencias a la hora de escribir su serie apocalíptica "Hijos de los últimos días" ("Children of the Last Days").

### Referencias papales

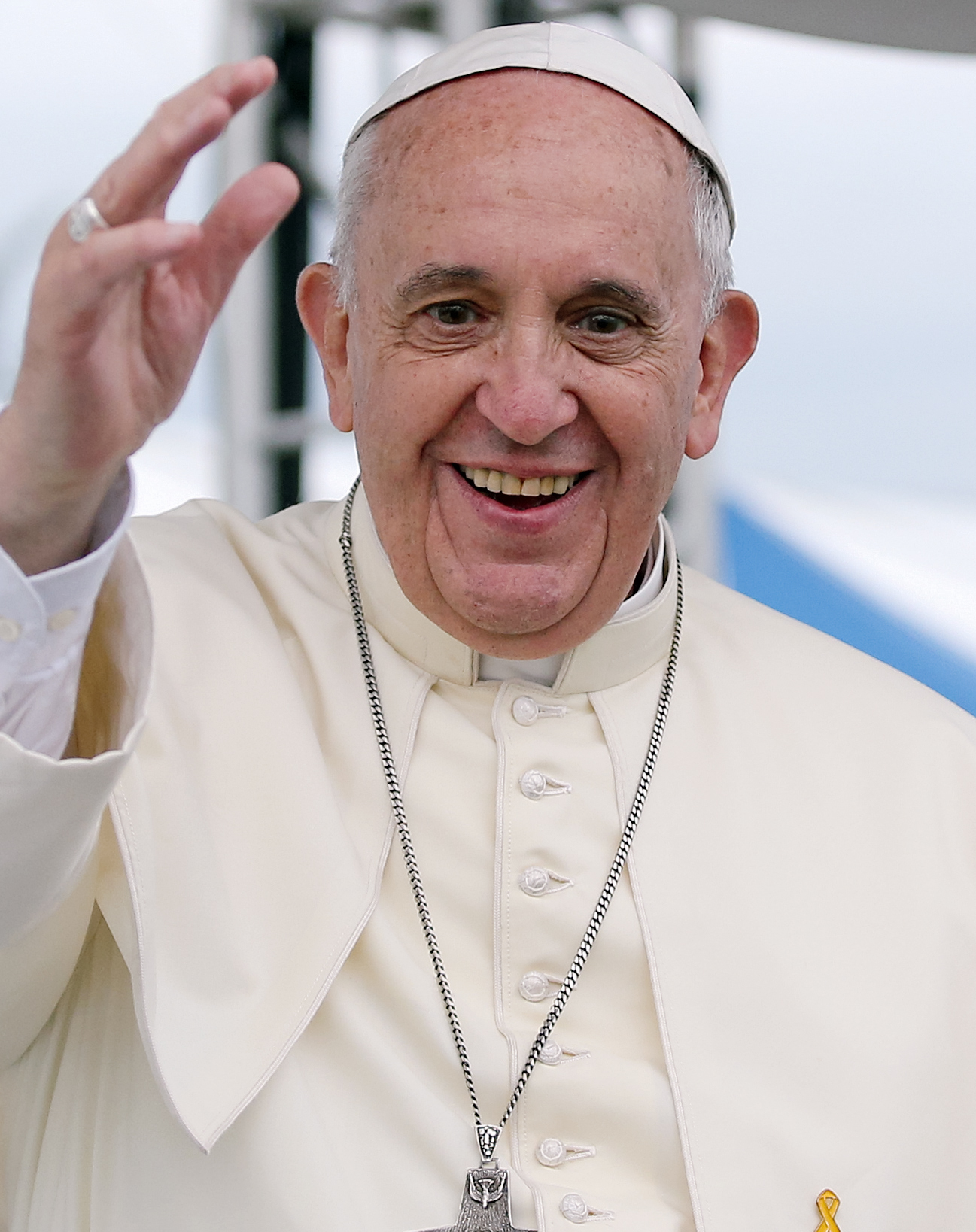
Papa Francisco